# 金融学
金融学（英語：Finance）是从经济学分化出来的应用经济学科，是以「金融」，融通货币和货币资金的经济活动为研究对象。研究公司、个人、政府与其他机构如何募集和投资资金的学科。传统的金融学研究领域大致有两个方向：宏观层面的金融市场运行理论和微观层面的公司投资理论。

## 主要研究分支
- 金融经济学（Financial Economics）
- 货币银行学（Monetary Economics）
- 国际金融学（International Finance）
- 公共财政学（Public Finance）
- 投资学（Investment）
- 投資銀行學 （Investment Banking）
- 公司金融学（Corporate Finance）
- 财务管理（Financial Management）
- 财务会计 (Financial Accounting)
- 个人理财/財富管理 (Personal Finance/Wealth Management)
- 保险学 (Insurance)
- 精算學 (Actuarial science)
- 金融市场（Financial Market）
  - 市場微結構 (Market Microstructure)
- 行为金融学 (Behavioral Finance)
- 金融风险管理（Financial Risk Management）
- 金融工程/計算金融學（Financial Engineering/Computational finance）
- 金融计量经济学（Financial Econometrics）
- 数理金融学（Mathematical Finance/Financial Mathematics/Quantitative Finance）
- 經濟物理學/金融物理學  (Econophysics/Financial Physics)
  - 量子金融學 (Quantum Finance)
- 金融科技 (FinTech)